# Великое хансинское наводнение

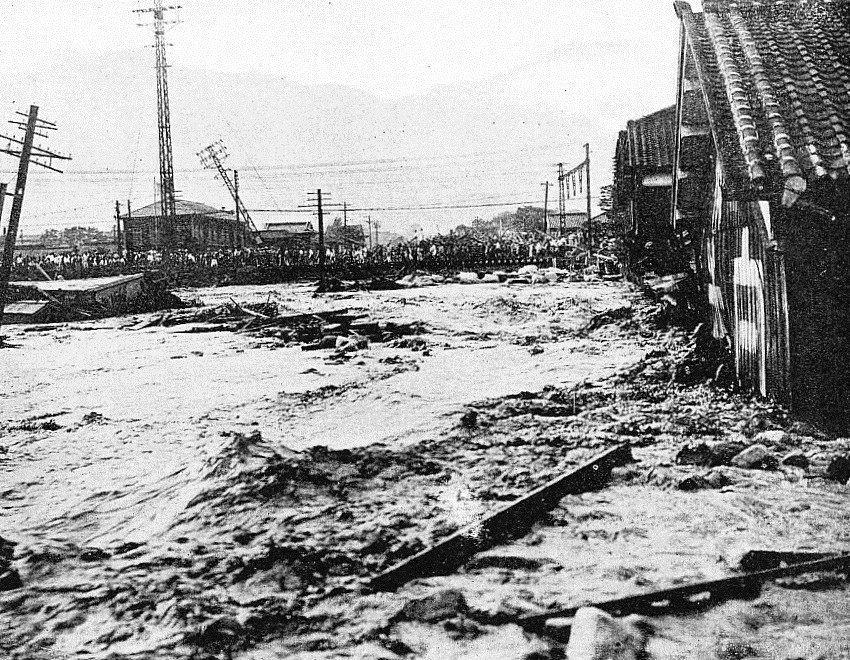
Хансинское наводнение 1938 года, Санномия

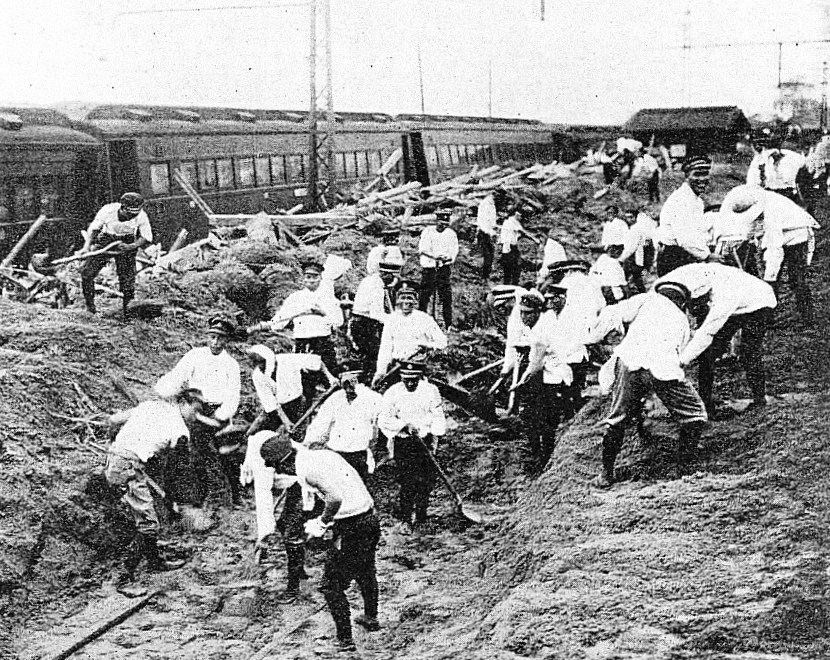
Хансинское наводнение 1938 года, Асия

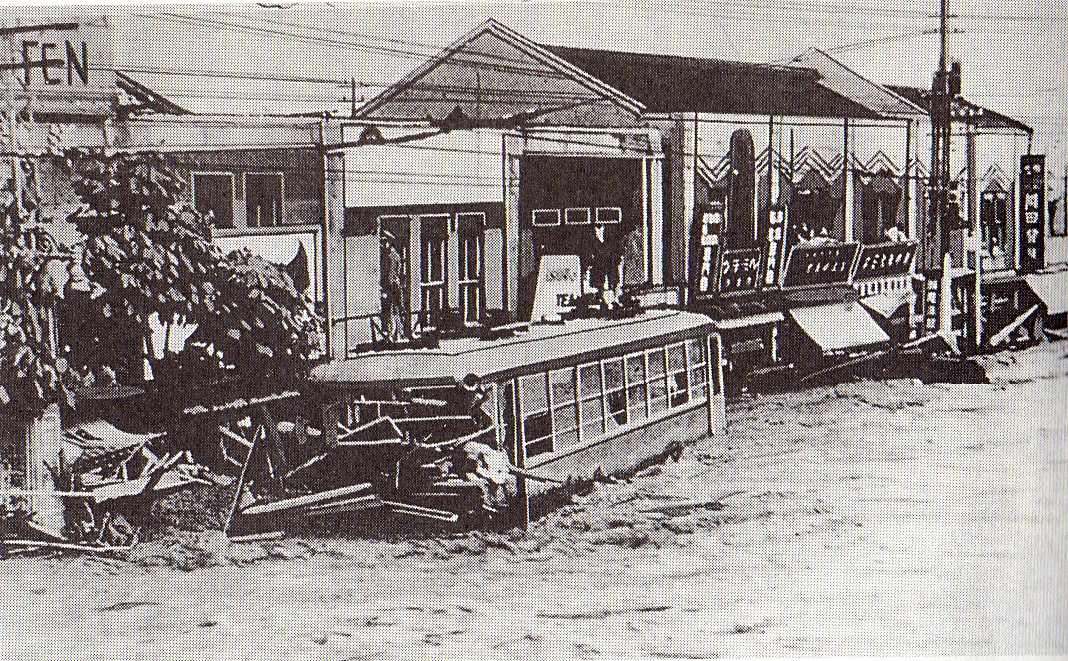
Микрорайон Кано-тё 3-тёмэ в городе Кобе, пострадавший в результате наводнения

Великое хансинское наводнение (яп. 阪神大水害) — одно из самых известных стихийных бедствий в регионе, наряду с Великим землетрясением Хансин-Авадзи (17 января 1995 года).

## Основные сведения
Крупный атмосферный фронт Мэйю, который сформировался вдоль тихоокеанского побережья в конце июня, прошел мимо Внутреннего Японского моря 3 июля. Cильные дожди, которые начались вечером 3 июля, временно прекратились вечером 4 июля, но снова продолжились с 1:00 до 13:23 5 июля.
В течение этих трех дней максимальное количество осадков составило 60,8 мм/ч. А общее количество осадков достигло 616 мм на горе Рокко и 461,8 мм в центре города, где была расположена метеоплощадка Кобе (позднее морская метеорологическая обсерватория Кобе и Метеорологическая станция района Кобе). В итоге общее количество осадков превысило 400 мм на обширной территории в регионе Хансин.
У южного подножия горы Рокко (так называемый район Конан) с крутых горных склонов к морю стекает множество рек, таких как река Асия, река Сумиёси и река Исия. В бассейнах этих рек произошли прорывы плотин, затопления и сход оползней. В результате транспортное и коммуникационное сообщение было нарушено, а городские функции парализованы.

## Ущерб
Город Кобе, расположенный с южной стороны горы Рокко, понес наибольший ущерб, однако сообщения о жертвах поступали также из районов, расположенных с восточной и северной сторон горы. Погибло более 700 человек. В Кобе пострадало семьдесят два процента населения города и семьдесят два процента городских построек.
| название района                                                                                   | погибшие и пропавшие без вести | разрушенные здания | частично разрушенные здания | затопленные здания | разрушенные мосты |
| ------------------------------------------------------------------------------------------------- | ------------------------------ | ------------------ | --------------------------- | ------------------ | ----------------- |
| Кобе                                                                                              | 616 чел.                       | 5,054              | 6,776                       | 79,625             | 52                |
| [[Нисиномия]]、деревня Сэйдо деревня(сейчас город Асия), деревня Рёген (сейчас город Такарадзука) | 38 чел.                        | 253                | 932                         | 22,124             | 23                |
| Уезд Муко (сейчас район Хигасинада-ку г. Кобе)                                                    | 48 чел.                        | 352                | 888                         | 7,343              | 8                 |
| Деревня Арино (сейчас район Кита-ку г. Кобе)                                                      | 13 чел.                        | 73                 | 34                          | 251                | 47                |
| Итого                                                                                             | 715 чел.                       | 5,732              | 8,630                       | 109,370            | 130               |